# 서부우림덤불쥐
서부우림덤불쥐(Grammomys poensis)는 쥐과에 속하는 설치류의 일종이다. 앙골라와 부룬디, 카메룬, 중앙아프리카공화국, 콩고, 콩고민주공화국, 코트디부아르, 적도기니, 가봉, 가나, 기니, 라이베리아, 나이지리아, 르완다, 우간다에서 발견된다. 자연 서식지는 아열대 또는 열대 기후 지역의 습윤 저지대 숲과 습윤 산지림, 습윤 관목 지대이다.